# Punto di Lanz
In medicina, il punto di Lanz è un punto ideale situato al terzo destro della linea interspinale o bis-iliaca “di Lenzmann” (dall'internista tedesco Richard Lenzmann), ossia la linea che congiunge idealmente le spine iliache anteriori superiori.
Il punto deriva il nome da Otto Lanz, un chirurgo svizzero.
Un dolore, a seguito di pressione in questo punto, può essere il segno di una appendicite acuta; per lo stesso test è in realtà usato più spesso come punto di repere il punto di McBurney. In ogni caso l'evidenza non è definitiva per la diagnosi.